# Wilhelm Bondzio
Wilhelm Bondzio (* 22. Oktober 1929; † 23. Februar 2017) war ein deutscher germanistischer Linguist mit dem Schwerpunkt Valenztheorie.

## Leben

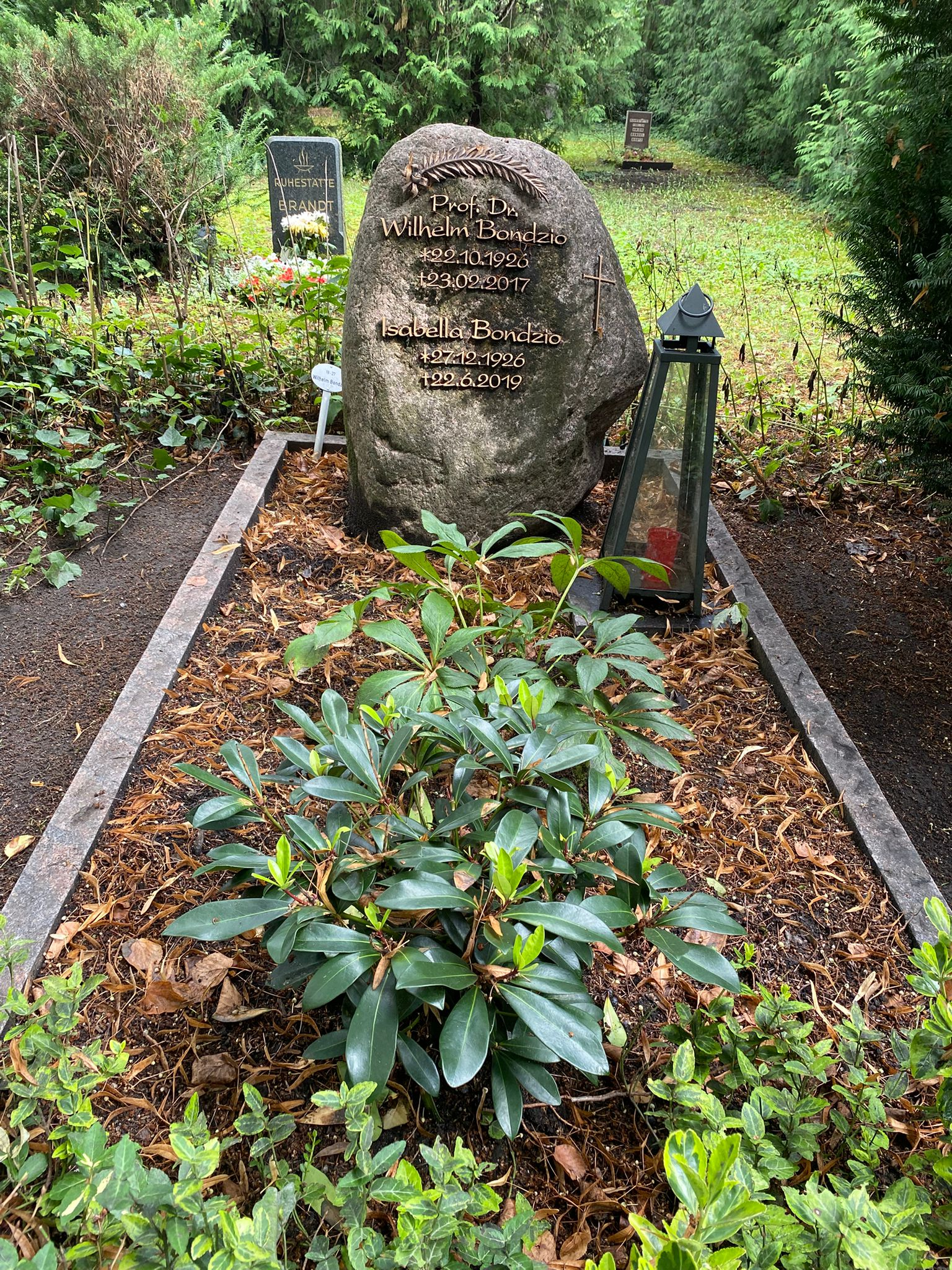
Grabstätte auf dem Friedhof Pankow III

Der 1929 geborene Wilhelm Bondzio war zwischen 1947 und 1950 drei Jahre lang als Neulehrer tätig. 1950 nahm er ein Studium der Germanistik, Nordistik und Linguistik auf. 1958 wurde er mit einer sprachhistorischen Arbeit promoviert. Die Habilitation erfolgte 1967 mit einer synchronistischen Arbeit zur Nominalsyntax. Danach war er ordentlicher Professor und Leiter des Lehrstuhls für deutsche Sprache an der Humboldt-Universität zu Berlin, Sektion Germanistik. Er war Mitinitiator des sprachwissenschaftlichen Arbeitskreises an der Humboldt-Universität.
Galt sein Hauptaugenmerk zunächst der Wissenschaftsgeschichte und der mittelalterlichen Literaturgeschichte, entwickelte sich die Valenz schließlich zu seinem Spezialgebiet. Er zählte zu den Mitbegründern der Valenztheorie in der DDR. Er gab außerdem mehrere literaturgeschichtliche Bücher heraus. In Aufsätzen widmete er sich der Grammatik, der Semantik, der Sprachgeschichte, dem kontrastiven Sprachvergleich und der Geschichte der Linguistik und Germanistik. Das Mitglied des Hauptvorstandes der CDU vertrat den christlichen Glauben auch nach außen.
Seine letzte Ruhestätte erhielt Wilhelm Bondzio auf dem Friedhof Pankow III.

## Zitate

### Bondzio über seine Arbeit
„Wie bisher lege ich Wert darauf, theoretische Ansichten an ausreichendem empirischen Material zu explizieren. Obwohl ich mich dabei auf die deutsche Sprache beschränke, geht mein theoretischer Anspruch über sie hinaus und ist auf universellere Gültigkeit gerichtet. Damit verbindet sich die Absicht, mit anderen  Valenz- und Grammatiktheorien in kritischem Kontakt zu bleiben. Mit der Betonung der semantischen Aspekte und mit ihrem grammatisch-syntaktischen Modell stellt sich die Semantische Valenztheorie in die Nähe der Funktionalen Grammatik und in die europäische Tradition der Sprach- und Grammatiktheorie, was auch am Festhalten an bewährten klassischen grammatischen Termini zu erkennen ist.“

### Zeitschrift für Germanistiküber Bondzios Arbeit
„In einer Zeit, in der die Gefahr bestand, die Bedeutungsforschung zu vernachlässigen, fand Bondzio mit seiner konsequent semantisch fundierten Sicht auf die Valenzverhältnisse seinen eigenen Weg, Semantik und Grammatik zueinander in Beziehung zu setzen und die syntaktischen Strukturen von ihrer semantisch-logischen Grundlage her zu erklären.“

## Schriften (Auswahl)
- Zum Widerstreit der Objektverbindungen in deutschen Infinitivkonstruktionen. Humboldt-Universität, Berlin 1958.
- Untersuchungen zum attributiven Genitiv und zur Nominalgruppe in der deutschen Sprache der Gegenwart. Humboldt-Universität, Berlin 1967.
- Die Rolle des progressiven Erbes christlicher Künstler für die Bewußtseinsbildung des sozialistischen Staatsbürgers christlichen Glaubens. In: Auftrag und Verantwortung des Künstlers in der entwickelten sozialistischen Gesellschaft. Beratung des Präsidiums des Hauptvorstandes der CDU mit Künstlern am 23.11.1973 in Burgscheidungen. Herausgegeben vom Sekretariat des Hauptvorstandes der CDU. Hauptvorstand der CDU, Berlin 1974, S. 43–46.
- Über Offenheit in der Sprache von Lyriktexten. In: Neuphilologische Mitteilungen, 89. Jg., Nr. 4/1988, S. 645–650.
- Modifikatoren – Wortbildung – Pronomen. Studien zur semantischen Valenztheorie (= Sprache – System und Tätigkeit; Band 42). Peter Lang Europäischer Verlag der Wissenschaften, Frankfurt am Main 2002, ISBN 3-631-38914-0.

## Herausgaben
- Christlicher Widerstand gegen den Faschismus (= Bibliothek der CDU; Band 4). Die Schlussredaktion besorgte Wilhelm Bondzio. Nachwort von Otto Nuschke. Union Verlag, Berlin 1955.
- Otto Nuschke: Reden und Aufsätze. 1919–1950. Die Zusammenstellung des Textes besorgten Max Hartwig und Wilhelm Bondzio. Union Verlag, Berlin 1957.
- Otto Nuschke: Mahnung und Beispiel. Reden und Aufsätze aus den Jahren 1951 bis 1957. Herausgegeben von der Parteileitung der CDU. Die Zusammenstellung der Texte besorgte Wilhelm Bondzio. Union Verlag, Berlin 1958.
- Friedrich Spee: Lied und Leid. Auswahl aus „Trutznachtigall“, „Güldenem Tugendbuch“, Kirchenliedern und „Cautio criminalis“. Ausgewählt, mit Anmerkungen und einem Nachwort versehen von Wilhelm Bondzio. Union Verlag, Berlin 1961.
- Walther von der Vogelweide: Friede und Recht. Auswahl aus seinen politischen Dichtungen. Ausgewählt, übertragen, mit Anmerkungen und einem Nachwort versehen von Wilhelm Bondzio. Union Verlag, Berlin 1962.
- Schöne Erde Vaterland. Lyrik und Grafik. Ausgewählt vom Verlag unter Mitarbeit von Helmut Ullrich und Wilhelm Bondzio. Union Verlag, Berlin 1969.
- Einführung in die Grundfragen der Sprachwissenschaft. Von einem Autorenkollektiv unter Leitung von Wilhelm Bondzio. Bibliographisches Institut, Leipzig 1980.
- Sprache, Mensch und Gesellschaft, Werk und Wirkungen von Wilhelm von Humboldt und Jacob und Wilhelm Grimm in Vergangenheit und Gegenwart. Internationale sprachwissenschaftliche Konferenz. Humboldt-Grimm-Konferenz, Berlin, 22.–25. Oktober 1985. 3 Bände. Herausgegeben von Arwed Spreu. In Zusammenarbeit mit Wilhelm Bondzio. Humboldt-Universität zu Berlin, Sektion Germanistik, Berlin 1986. (Mit einem Beitrag von Bondzio.)

## Festschriften
- Werner Thielemann, Klaus Welke (Hrsg.): Valenztheorie – Werden und Wirkung. Wilhelm Bondzio zum 65. Geburtstag. Nodus Publikationen, Münster 1994, ISBN 3-89323-252-4. (Mit zwei Beiträgen von Bondzio und einem vollständigen Schriftenverzeichnis)